# Цесарка біловола
Цесарка біловола (Agelastes meleagrides) — вид куроподібних птахів родини цесаркових (Numididae).

## Поширення
Вид поширений в Західній Африці. Трапляється в лісах Кот-д'Івуару, Гани, Гвінеї, Ліберії та Сьєрра-Леоне.

## Опис
Птах завдовжки до 50 см. Зовні схожий на індика. Оперення тіла чорного забарвлення із зеленим відтінком. Шия, горло, груди — білі. Голова лиса, червона. На нозі є додаткова шпора.

## Спосіб життя
Птах живе у субтропічних вологих лісах. Трапляється невеликими зграями. Живиться насінням, ягодами, комахами.